# Ventura Alvarado
Ventura Alvarado (Phoenix, 16 de agosto de 1992), é um futebolista norte-americano que atua como zagueiro. Atualmente, joga pelo Necaxa.

## Títulos
América
- Liga MX: Clausura 2013, Apertura 2014
- Liga dos Campeões da CONCACAF: 2014–15 e 2015–16

Necaxa
- Copa México: Clausura 2018
- Supercopa MX: 2018